# Quirinale nella pittura e nel disegno
La voce Quirinale nella pittura e nel disegno contiene immagini degli esterni e degli interni del Palazzo del Quirinale, opera di pittori e disegnatori che, dal Settecento all'inizio del Novecento, hanno scelto questo soggetto romano.

## Nota introduttiva

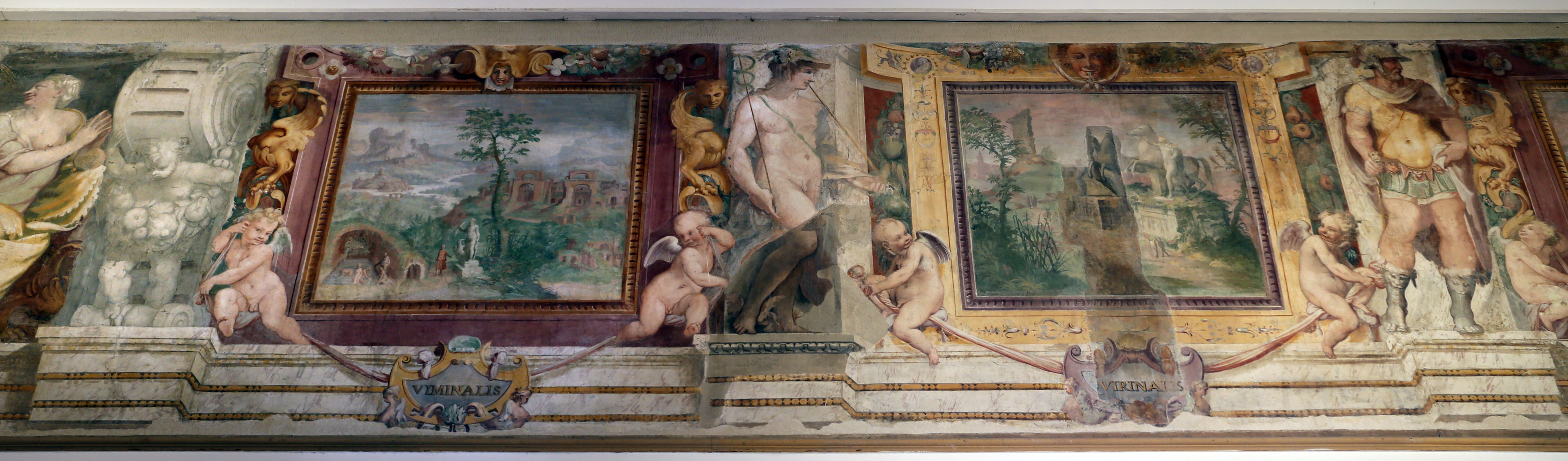
Villa Giulia, piano nobile, sala A, affreschi di Taddeo Zuccari e Prospero Fontana, Viminale e Quirinale

Il Quirinale non ebbe nell'antichità monumenti memorabili, al pari del Campidoglio e rimase uno zoccolo di tufo di difficile accesso e con grandi spazi liberi da costruzioni. La sua notorietà venne dal palazzo che i papi vi costruirono a partire dalla fine del Cinquecento, per soggiornarvi nel periodo estivo e godere della salubrità e della freschezza dell'aria.

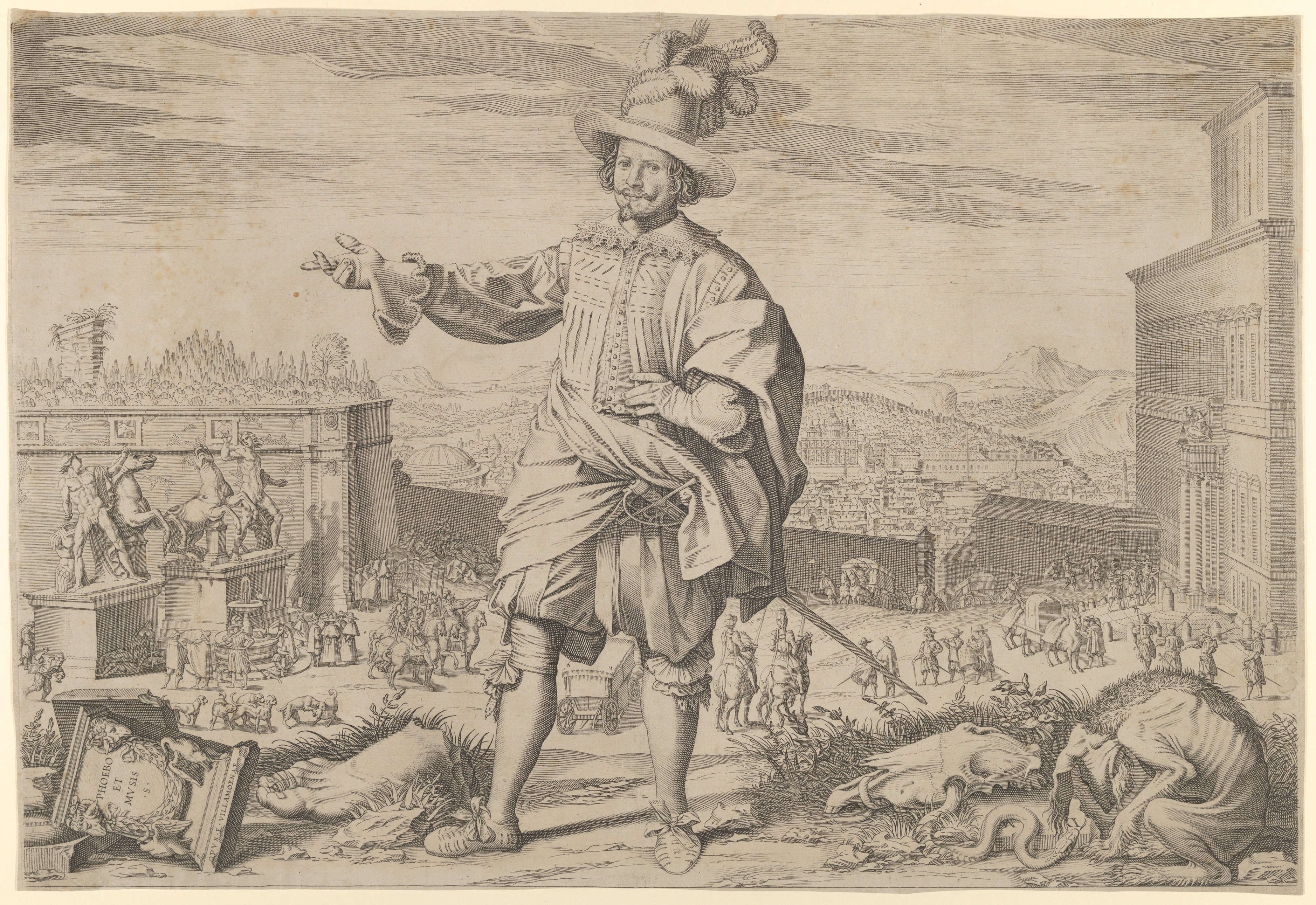
Francesco Villamena, Ritratto della guardia svizzera Ioannes Altus (Johann Alten), davanti al Quirinale, che indica antichità romane, 1623, incisione, MET

Feste memorabili si svolsero al Quirinale - con grande concorso di pubblico, che vi assisteva nella piazza - in occasione di solenni benedizioni e di visite di re, principi, dogi e ambasciatori. Nei dipinti settecenteschi si vedono carrozze lussuose, davanti al Quirinale. In questa residenza grandiosa, complementare al Vaticano, il papa si mostrava nella sua veste di sovrano, ma anche che in quella di vescovo. Il Quirinale fu sede del Conclave che nel 1823 elesse Leone XII; di quello del 1829, da cui uscì Pio VIII; di quello che elesse Gregorio XVI. Nella Cappella Paolina del Quirinale, nel 1846 divenne papa Pio IX che, annunciando poi dal balcone una amnistia per detenuti politici, provocò giornate di gioia e di illusioni.
Durante il Regno d'Italia si svolsero al Quirinale visite di Stato, matrimoni e battesimi principeschi. Un raro disegno di Pio Joris rappresenta il Battesimo di Iolanda Margherita di Savoia (1901) (Gabinetto nazionale delle stampe). Il Quirinale visse una stagione di balli e di fulgore al tempo della regina Margherita di Savoia; la regina Elena di Savoia preferì, al contrario, una vita familiare e riservata.

### Un palazzo sul Quirinale
Una veduta del Colle Quirinale è stata affrescata a metà del Cinquecento, in una sala di Villa Madama, da Taddeo Zuccari e da Prospero Fontana: il palazzo del Quirinale non esisteva ancora, ma c'era una villa, a due corpi, con una torre e ampio giardino, di proprietà dei Carafa.
Il papa Gregorio XIII passava volentieri il periodo estivo in questo casino che i Carafa possedevano sul Quirinale. La proprietà era stata affittata prima dal cardinale Ippolito II d'Este, poi dal nipote, il cardinale Luigi d'Este. Nel 1583 il papa decise di ampliare il casino e destinò 20.000 scudi, sia per rimodernare la Villa d'Este al Quirinale, sia per acquistare terreni rurali, lungo la strada Pia. Affidò la trasformazione della villa ad Ottaviano Mascarino che ridisegnò l'edificio principale, modificandone l'orientamento e provvedendolo di una scala a pianta ovale. La trasformazione durò tre anni. Disegni preparatori del Mascarino, tra cui uno col Rilievo del casino estense e della torre, si trovano a Roma, all'Accademia di San Luca.
Alla morte di Gregorio XIII, papa Sisto V provvide che la Camera apostolica acquistasse dai Carafa il casino, o Villa d'Este al Quirinale. Decise poi di ampliare l'edificio e di trasformarlo in un palazzo, affidando l'esecuzione a Domenico Fontana. Fece abbassare, spostare e allargare il piazzale prospiciente, dotandolo di una fontana con l'acqua Felice. Sotto il pontificato di Paolo V fu terminato il cortile d'onore, lo scalone doppio, la cappella, il giardino con statue e fontane, le stalle. Le statue dei Dioscuri, ritrovate al Quirinale, furono spostate dietro la fontana, ma non ne furono addossate.
Urbano VIII Barberini fece cingere i giardini con un muro difensivo, costruire davanti alla facciata un torrione e ridisegnare la loggia delle Benedizioni che egli stesso inaugurò, aggiungendo così al palazzo un rituale, cui i romani assistevano con gioia. La Manica lunga, la Coffee house e la Palazzina del Segretario della Cifra completarono il complesso. I Savoia aggiunsero un lungo fabbricato sul lato nord, con stalle e appartamenti per la corte.
Alcune trasformazioni subì la piazza: l'obelisco egizio vi arrivò nel 1786, trovato in tre pezzi, durante la demolizione dell'Ospedale di San Rocco, e la sistemazione definitiva della fontana coi Dioscuri risale al 1818.

## Pittura

### Quirinale nel Settecento
| Autore e titolo                                                                                                  | Descrizione                                                                                      | Immagine    |
| --- | ------------------------------------------------------------------------------------------------ | ----------- |
| Anonimo pittore di scuola romana, Piazza del Quirinale                                                           | olio su tela, terzo quarto del XVIII sec. Artgate Fondazione Cariplo                             | [ 3 ]       |
| Canaletto, Piazza del Quirinale                                                                                  | olio su tela, 39,5x68,5 cm, 1750-1751, Tokyo Fuji Art Museum                                     | [ 4 ] [ 5 ] |
| Giovanni Paolo Pannini, Galleria di vedute di Roma moderna                                                       | olio su tela, 231x303 cm, 1759, Museo del Louvre (Il Palazzo del Quirinale è in alto a sinistra) | [ 6 ]       |
| Jacopo Fabris, Davanti al Quirinale                                                                              | olio su tela, 51,5x33,5 cm, entro il 1761                                                        |             |
| Antonio Cioci, Festa davanti al Quirinale                                                                        | olio su tela, 1767                                                                               | [ 8 ]       |
| Antonio Joli, Corteo dell'ambasciatore veneziano Alvise Mocenigo dopo l'udienza papale nel palazzo del Quirinale | olio su tela, 1777                                                                               | [ 9 ]       |

### Quirinale nell'Ottocento
| Autore e titolo                                                   | Descrizione | Immagine |
| ----------------------------------------------------------------- | --- | -------- |
| François-Marius Granet (scuola), Palazzo del Quirinale            | olio su carta montata su tela, 1806 circa, Los Angeles County Museum of Art                                                                     |          |
| Johann Georg von Dillis, Veduta del Quirinale da Villa Malta      | olio su tela, 30,7x43,5 cm, 1818, Bavarian State Painting Collections (Si notano grandi spazi di verde intorno al Quirinale)                    |          |
| Gustaf Söderberg, Il Quirinale da Villa Malta                     | olio su carta incollata su tela, 20x16 cm, XIX sec. Museo nazionale di Stoccolma                                                                | [ 11 ]   |
| Johann Georg von Dillis, Veduta del Quirinale da Villa Malta      | olio su tela, 28x43,4 cm, XIX sec., Museo nazionale di Stoccolma                                                                                | [ 12 ]   |
| Ippolito Caffi, Piazza di Monte Cavallo                           | olio su tela, 27x44 cm, 1847, Museo di Roma a Palazzo Braschi                                                                                   |          |
| Ippolito Caffi, Benedizione notturna di Pio IX dal Quirinale 1848 | olio su tela, 1848 Museo dell'Ermitage |          |
| Anonimo pittore, Veduta del Colle Quirinale                       | olio su carta incollata su tela, 29,5x41 cm, XIX sec., Metropolitan Museum of Art (Il Quirinale è sullo sfondo e in primo piano si vedono case) |          |

### Fontana dei Dioscuri
| Autore e titolo                                                         | Descrizione                                                                | Immagine |
| ----------------------------------------------------------------------- | -------------------------------------------------------------------------- | -------- |
| Hubert Robert, Veduta immaginaria di Roma, con Dioscuri a Monte Cavallo | olio su tela, 161x107 cm, 1786, Museo nazionale d'arte occidentale (Tokyo) |          |

### Coffee House
| Autore e titolo                                                                                        | Descrizione                                           | Immagine |
| --- | ----------------------------------------------------- | -------- |
| Giovanni Paolo Pannini, Carlo di Borbone visita il papa Benedetto XIV nella coffee-house del Quirinale | olio su tela, 124x174 cm., 1746, Museo di Capodimonte | [ 13 ]   |

### Interni del Palazzo del Quirinale
| Autore e titolo                                                                 | Descrizione                                                                                       | Immagine |
| ------------------------------------------------------------------------------- | ------------------------------------------------------------------------------------------------- | -------- |
| Franz Heinrich, Sala del Quirinale                                              | penna matita e acquarello su carta, 17,5/8x23 cm, 1845, Smithsonian Design Museum (Cooper Hewitt) | [ 15 ]   |
| Anonimo pittore, Vittorio Emanuele II al Quirinale con i suoi aiutanti da Campo | acquarello su carta, dopo 1870, Collezione privata                                                |          |

## Disegni
| Autore e titolo                                  | Descrizione                                                                              | Immagine |
| ------------------------------------------------ | ---------------------------------------------------------------------------------------- | -------- |
| Maarten van Heemskerck, Dioscuri a Monte Cavallo | studio penna e inchiostro su carta, 21,6x24,8 cm, 1533 circa, Metropolitan Museum of Art | [ 16 ]   |